# Aéroport international de Mandalay
L'aéroport international de Mandalay (birman မန္တလေးအပ္ရည္‌ပ္ရည္‌ဆုိင္‌ရာလေဆိပ္‌ ; (code IATA : MDL • code OACI : VYMD)) est la deuxième porte d'entrée de la Birmanie après l'aéroport international de Yangon. Il possède une piste de 14 000 pieds de long (4 267 mètres), la plus longue d'Asie du Sud-Est), et couvre une superficie de 10 000 hectares. Il est situé à 45 km au sud de Mandalay. 
La construction de l'aéroport a commencé en 1996 et s'est achevée en 1999. Le coût final a été de 150 millions de dollars US, financés par le gouvernement birman.
L'aéroport est entré en activité en 2000. C'est le plus moderne de Birmanie. Sa capacité annuelle est de 3 millions de passagers.

## Situation
| Bhamo Îles Coco Dawei Hanthawaddy Heho Homalin Hpa-An Kalaymyo Kawthaung Kengtung Khamti Ann Kyaukpyu Kyauktu Lashio Loikaw Magway Mandalay Mawlamyaing Monghsat Monywa Myeik Myitkyina Naypyidaw Bagan · Nyaung U Pakokku Pathein Pauk Putao Sittwe Tachilek Thandwe Rangoun |

## Installations
- 36 comptoirs d'enregistrement
- 8 portes d'embarquement
- 6 passerelles
- 3 convoyeurs à bagages

La construction de cet aéroport était motivée par le désir du gouvernement birman d'attirer l'investissement étranger et le tourisme en Birmanie. L'objectif est d'en faire un centre de desserte vers les principales villes d'Asie, en particulier Pékin, Hanoi, Bangkok, Calcutta et Dhaka. 

## Compagnies et destinations

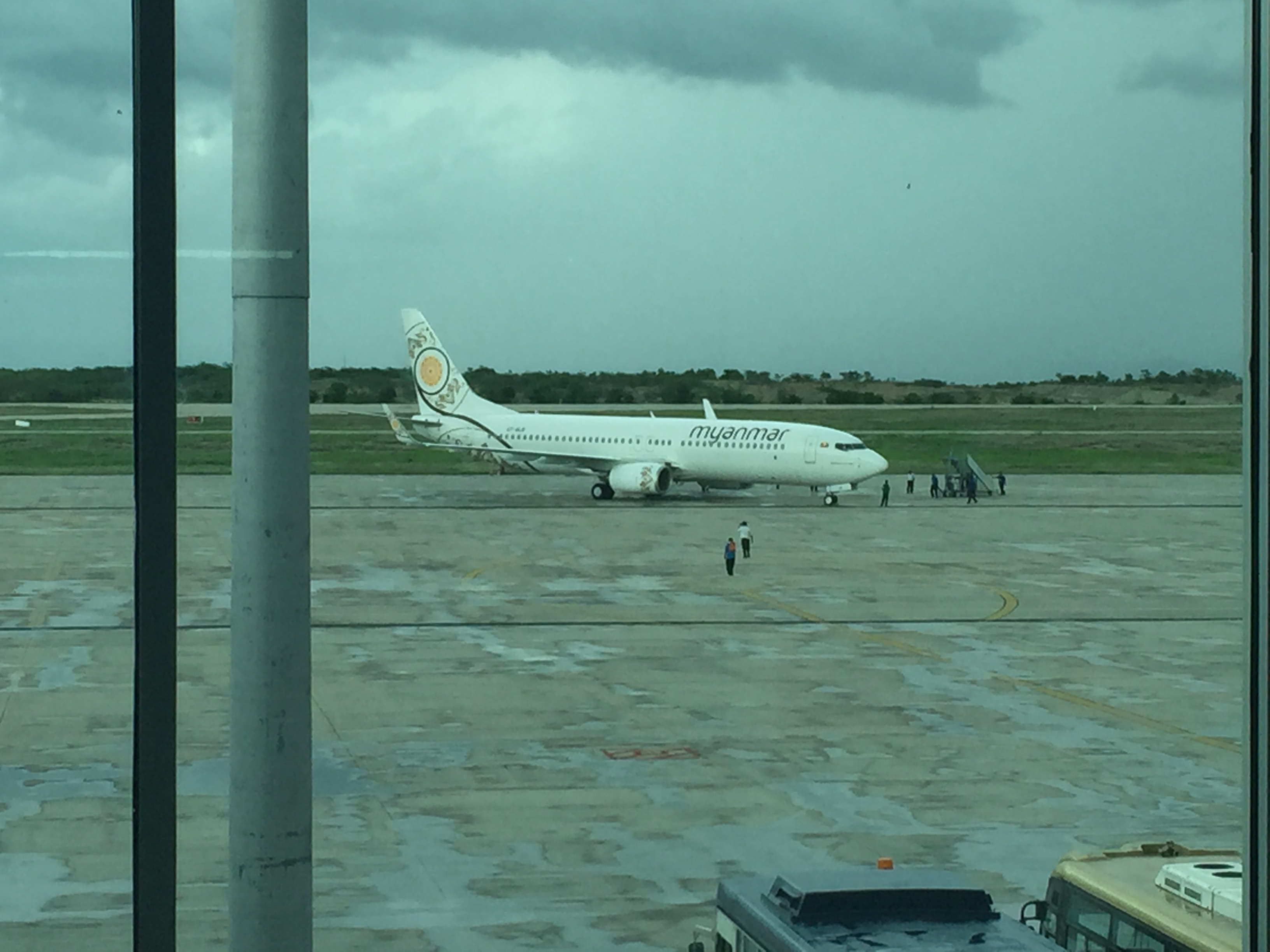
Boeing 737,Myanmar National Airlines sur le tarmac de l'aéroport de Mandalay

| Compagnies                    | Destinations | Refs   |
| ----------------------------- | --- | ------ |
| 9 Air                         | Changsha, Canton-Baiyun, Guiyang | [ 1 ]  |
| Air KBZ                       | Bagan/Nyaung-U, Bhamo (en), Heho, Kalaymyo (en), Myitkyina (en), Tachilek (en), Rangoun (Yangon) Charter : Imphāl                                                       |        |
| Asian Wings Airways           | Bagan/Nyaung-U, Heho, Rangoun (Yangon) |        |
| Bangkok Airways               | Bangkok-Suvarnabhumi, Chiang Mai |        |
| China Eastern Airlines        | Hangzhou-Xiaoshan, Kunming-Changshui, Shanghai-Pudong, Wuhan |        |
| China Express Airlines        | Tianjin Binhai, Zhengzhou |        |
| Donghai Airlines              | Nankin, Nanning, Shenzhen-Bao'an | [ 7 ]  |
| Golden Myanmar Airlines       | Bagan/Nyaung-U, Bhamo (en), Heho, Kengtung (en), Myitkyina (en), Tachilek (en), Thandwe (en), Rangoun (Yangon)                                                          |        |
| Hainan Airlines               | Haikou, Shenzhen-Bao'an | [ 8 ]  |
| JC International Airlines     | Macao, Phnom Penh | [ 9 ]  |
| Juneyao Airlines              | Nankin |        |
| Kunming Airlines              | Kunming-Changshui | [ 10 ] |
| Loong Air                     | Chengdu-Shuangliu, Hangzhou-Xiaoshan | [ 11 ] |
| Mann Yatanarpon Airlines      | Bagan/Nyaung-U, Heho, Kengtung (en), Myitkyina (en), Tachilek (en), Thandwe (en), Rangoun (Yangon)                                                                      |        |
| Myanmar Airways International | Taïwan-Taoyuan, Rangoun (Yangon) En saison Charter : Fuzhou-Chánglè, Hangzhou-Xiaoshan, Hefei, Quanzhou Jinjiang, Linyi (zh), Nanchang-Changbei, Yantai                 |        |
| Myanmar National Airlines     | Bhamo (en), Kalaymyo (en), Kengtung (en), Khamti (en), Loikaw (en), Myitkyina (en), Naypyidaw, Pakokku, Singapour-Changi, Tachilek (en), Thandwe (en), Rangoun (Yangon) |        |
| Qingdao Airlines              | Changsha, Lanzhou, Nankin, Nanning, Nantong Xingdong, Ningbo, Quanzhou Jinjiang, Tianjin Binhai                                                                         | [ 17 ] |
| Ruili Airlines                | Dehong Mangshi |        |
| Sichuan Airlines              | Chongqing-Jiangbei, Hangzhou-Xiaoshan, Kunming-Changshui, Xi'an-Xianyang                                                                                                |        |
| SilkAir                       | Singapour-Changi[1] |        |
| Thai AirAsia                  | Bangkok-Don Muang |        |
| Thai Smile                    | Bangkok-Suvarnabhumi |        |
| West Air                      | Chongqing-Jiangbei | [ 21 ] |
| XiamenAir                     | Xiamen-Gaoqi |        |
| Yangon Airways                | Bagan/Nyaung-U, Bhamo (en), Heho, Kalaymyo (en), Kengtung (en), Lashio (en), Myitkyina (en), Naypyidaw, Tachilek (en), Rangoun (Yangon)                                 |        |

Édité le 16/05/2020